# Жуковка (Калининградская область)
Жуковка — посёлок в Багратионовском районе Калининградской области. Входил в состав Пограничного сельского поселения, ныне  упразднённое муниципальное образование.

## История
Впервые упоминается 1260 годах, после 1437 года населенный пункт назывался Квелиттен. 
В 1946 году Квилиттен был переименован в поселок Жуково.

## Население
| 2002 | 2010 |
| ---- | ---- |
| 51   | ↗64  |

В 1910 году в проживало 104 человека